# Omar Ahmad
Ne doit pas être confondu avec Ahmad Omar.
Omar Ahmad, né le 25 juin 1964 et mort le 10 mai 2011 est un entrepreneur en ligne et un homme politique américain. Ahmad occupe le poste de directeur technique de Napster, en plus de nombreux autres postes et entreprises dans la Silicon Valley. En 2007, il est élu au conseil municipal de San Carlos, en Californie. Il est maire de San Carlos de novembre 2010 jusqu'à sa mort en 2011,.

## Biographie
Omar Ahmad est né de parents immigrés pakistanais dans l'Ohio. Ses parents, le Dr Iftikhar et Nadira Ahmad, sont devenus citoyens américains le 4 juillet 1976. La famille déménage à Palatka, en Floride, où Ahmad grandit Il obtient une licence en génie des sciences des matériaux à l' Université de Floride.
En 1991, Ahmad se présente sans succès comme candidat à la commission municipale de Gainesville. Il quitte Gainesville, en Floride, pour occuper un poste à Discovery Channel dans la banlieue de Washington DC.

## Entrepreneuriat en ligne
Ahmad travaille pendant cinq ans pour Discovery Channel avant de déménager dans la Silicon Valley, en Californie, en 1998, au plus fort de la bulle Internet. Ses premières activités comprenaient des postes chez @Home Network, aujourd'hui disparu, GrandCentral (qui est maintenant Google Voice ) et Netscape.
Ahmad rejoint ensuite Napster en tant que directeur technique (CTO). Il est responsable de la fermeture du site de partage de fichiers après une série de décisions de justice contre la société.
Il crée ensuite plusieurs autres sociétés point com et startups sur Internet. Il cofonde et occupe le poste de directeur technique de TrustedID Inc., une société de protection contre le vol d'identité aujourd'hui disparue, et de Logictier. Sa plus récente initiative est le lancement de SynCH Energy Corp, une entreprise dont l'objectif est de convertir les gaz à effet de serre rejetés par les usines de traitement des eaux usées en carburant pour les automobiles,.

## Philanthropie
Les causes philanthropiques d'Ahmad comprenaient la National Youth Science Foundation. Il est directeur exécutif de l'American Muslims Intent on Learning and Activism (AMILA),. Ahmad est également contributeur et intervenant à TED où il donne des conférences.

## Carrière politique
Ahmad est élu au conseil municipal de San Carlos, en Californie, en 2007. Il est choisi comme maire de San Carlos par le conseil municipal en novembre 2010, et occupe ce poste jusqu'à sa mort en 2011.
Ahmad est reconnu pour avoir contribué à éliminer le déficit budgétaire de 3,5 millions de dollars de San Carlos en 2010. Au moment du décès d'Ahmad, la ville avait un excédent budgétaire de 400 000 $ en mai 2011, mettant fin à onze années de coupes et de déficits.
En plus de ses fonctions électives, Ahmad est vice-président du conseil d'administration de Caltrain, le réseau ferroviaire de banlieue de la baie de San Francisco, et membre du conseil d'administration de SamTrans,,.

## Décès
Omar Ahmad est victime d'une crise cardiaque à son domicile de San Carlos, en Californie, le matin du 10 mai 2011. Il est transporté à l'hôpital Sequoia, à Redwood City, en Californie, où il est déclaré mort à son arrivée à l'âge de 46 ans. Il laisse dans le deuil ses parents, le Dr Iftikhar et Nadira Ahmad, et deux sœurs, Leah Berry et Fataima Warner.